# Лентул Батіат
Гней Корнелій Лентул Батіат (або, можливо, Ватія чи Ватіан) — римський власник школи гладіаторів у Капуа (поблизу Везувія), у південній Італії.

## Життєпис
Ймовірно належав до патриціанського роду Сервіліїв. Син Гая Сервілія Ватії, претора 102 року до н. е. Був всиновлений Гнеєм Корнелієм Лентулом, консулом 97 року до н. е. На відміну від своїх родичів не займався політичною діяльністю, зосередживши увагу на фінансових оборутках.
В Капуї створив гладіаторську школу. Саме з цієї школи в 73 р. до н. е. втекли раб-фракієць Спартак та приблизно 70—78 його послідовників. Втеча призвела до повстання рабів відомого як Третя Рабська війна (73—71 рр. до н. е.). Відомо, що Батіат мав віллу неподалік від гладіаторської школи. Згодом вона була зруйнована повсталими рабами.
Британський вчений-літератор Шеклтон Бейлі зазначав, що його ім'я записується древніми істориками як «Batiatus», що може бути перекрученою формою від «Ватіа», тобто справжнім ім'ям було Ватіа. Також він зауважив, що дане при народженні ім'я Сервилия Ватіі могло бути перетворено римлянами в Cornelii Lentuli, або ж дане при народженні ім'я Корнелій Лентул в Servilii Vatiae.

## Образ у кіно
Батіата зіграв Пітер Устинов в картині Стенлі Кубрика «Спартак» (1960), за яку Устинов нагороджений премією «Оскар» за найкращу чоловічу роль другого плану.
У телеверсії «Спартак» 2004 року Батіата зіграв Ієн Макніс.
У 2010 році роль Батіата виконав Джон Ханна в телесеріалі «Спартак: Кров і пісок» телеканалу Starz, а також у серіалі «Спартак: Боги арени» (2011).